# Susanne Matussek
Susanne Matussek (* 8. März 1974 in Lübeck) ist eine deutsche Juristin. Sie ist seit dem 1. Juli 2021 Richterin am Bundesgerichtshof.

## Leben und Wirken
Matussek studierte an der Georg-August-Universität Göttingen Rechtswissenschaften. Nach dem Abschluss ihrer juristischen Ausbildung trat sie 2002 in den Justizdienst des Landes Niedersachsen ein und war zunächst bei der Staatsanwaltschaft Braunschweig, dem Amts- und Landgericht Braunschweig und dem Amtsgericht Wolfenbüttel tätig. Matussek promovierte 2002 im Steuerrecht.
2006 wurde sie zur Richterin am Landgericht Braunschweig, 2013 zur Richterin am Oberlandesgericht Braunschweig und 2017 dort zur Vorsitzenden Richterin ernannt. Das Präsidium des Bundesgerichtshofs wies Matussek zunächst dem vornehmlich für das Kauf-, Leasing- und Wohnraummietrecht zuständigen VIII. Zivilsenat zu.